# Saint-Germain-des-Prés (Loiret)
Saint-Germain-des-Prés település Franciaországban, Loiret megyében. Lakosainak száma 1864 fő (2022. január 1.). Saint-Germain-des-Prés La Selle-en-Hermoy, Amilly, Château-Renard, Conflans-sur-Loing, Gy-les-Nonains és Saint-Firmin-des-Bois községekkel határos.

## Népesség
A település népessége az elmúlt években az alábbi módon változott:
| Lakosok száma | 1045 | 1287 | 1578 | 1864 | 1866 | 1904 | 1916 | 1904 | 1891 | 1864 |
|               | 1968 | 1982 | 1990 | 2006 | 2013 | 2015 | 2017 | 2019 | 2020 | 2022 |